# You and I (film)
You and I è un film del 2011 diretto da Roland Joffé.
Il film è una versione romanzata di una storia realmente avvenuta, tratta dal romanzo t.A.T.u. Come Back di Aleksej Mitrofanov.

## Trama
Janie Sawyer, una ragazza americana costretta a vivere a Mosca a causa del lavoro del padre, sta cercando una via di fuga dalla sua realtà sfruttando l'amore per la musica. Su un sito dedicato al popolare duo t.A.T.u. conosce Lana Starkova, che al contrario di Janie è intrappolata in una città provinciale russa, da cui vuole fuggire disperatamente. Le due ragazze si danno quindi appuntamento nella capitale e sviluppano un immediato rapporto. Insieme adattano in canzone un poema di Lana e lo postano su YouTube. Stupito dal risultato, il manager delle t.A.T.u. è alla ricerca di informazioni sulla canzone e contatta le ragazze sperando che consentano al duo di registrarla. 
Il complesso rapporto tra Janie e Lana diventa il catalizzatore di una serie di avventure che testano la loro disponibilità di sottostare agli altri, ma anche i loro ideali, le loro aspirazioni, la lealtà e l'amore verso qualcun altro. L'ambizione di Lana di diventare una modella e i problemi di droga di Janie si sovrappongono tra loro, ostacolando il rapporto tra le due ragazze. Alla fine, Lana e Janie si ritrovano nelle stesse circostanze del loro incontro iniziale: la passione per la musica e per il duo che le ha fatte incontrare.

## Colonna sonora
La colonna sonora è composta da sei brani dell'ultimo album internazionale delle t.A.T.u., Waste Management, insieme ad altre canzoni del repertorio del duo, ossia Craving (I Only Want What I Can't Have), Show Me Love e Loves Me Not.

## Produzione
Il film era stato inizialmente annunciato da Julia Volkova nell'ottobre del 2006, durante una conferenza stampa a Parigi.
Le riprese, iniziate a maggio del 2007, sono terminate il 15 agosto seguente. La pellicola è stata filmata a Mosca, Jaroslavl' e Los Angeles in California, ma la trama è ambientata in Russia.

## Promozione
Inizialmente noto con il titolo Finding t.A.T.u., il film è stato presentato fuori concorso al 61º Festival di Cannes, il 15 maggio 2008, e la sua uscita era prevista per lo stesso anno. Tuttavia, la data di pubblicazione sarà posticipata fino al 2011.
Il 16 ottobre 2007 il blog delle t.A.T.u. aveva pubblicato alcune scene del film.

## Distribuzione
La premiere in Russia ha avuto luogo il 25 gennaio 2011, alla quale hanno preso parte anche Mischa Barton e le t.A.T.u., mentre la distribuzione nelle sale cinematografiche russe è partita il successivo 3 febbraio. Il film è stato successivamente distribuito negli Stati Uniti il 31 gennaio 2012 in DVD ed è stato poi pubblicato in Australia e Nuova Zelanda nel giugno seguente.

## Accoglienza

### Incassi
Con un budget di dodici milioni di dollari, il film ha incassato 410 147 dollari nella giornata di debutto nelle sale russe, con un totale di 909438 $ tra Russia e Comunità degli Stati Indipendenti.

### Critica
Josh Bell di Filmcritic.com ha dato una recensione mista, descrivendo il film come una capsula del tempo affascinante (anche se stancante) della cultura pop dimenticata a quasi cinque anni dalla fine della produzione. DvdVerdict ha ritenuto che nonostante i temi scandalosi del film, lo stesso finisce per essere provocatorio come una rivista in una casa di riposo.